# أطنيه
قرية أطنيه هي إحدى القرى التابعة لمركز مغاغة بمحافظة المنيا في جمهورية مصر العربية. حسب إحصاءات سنة 2006، بلغ إجمالي السكان في أطنيه 7344 نسمة، منهم 3706 رجال و3638 امرأة.